# Colégio eleitoral dos Estados Unidos

O número de votos eleitorais, dos 538 totais, alocados a cada estado e ao Distrito de Columbia para as eleições presidenciais de 2024 e 2028 com base no censo de 2020. Cada jurisdição tem direito a, no mínimo, 3 votos.

Mapa eleitoral para as eleições de 2012, 2016 e 2020

O Colégio Eleitoral dos Estados Unidos se refere ao grupo de eleitores presidenciais exigidos pela Constituição a se formar a cada quatro anos com o único propósito de eleger o presidente e o vice-presidente. O Artigo II, Seção 1, Cláusula 2 dispõe que cada estado nomeará eleitores selecionados na forma determinada por seu legislativo, e desqualifica qualquer pessoa que ocupe um cargo federal, seja eleito ou nomeado, para ser um eleitor. Atualmente são 538 eleitores, sendo maioria absoluta de votos eleitorais—270 ou mais—necessários para eleger o presidente e o vice-presidente. Atualmente, todos os estados (e o Distrito de Columbia) usam o voto popular em todo o estado no dia da eleição, na primeira terça-feira após 1º de novembro. Todas as jurisdições usam o método do vencedor para atribuir seus votos eleitorais, com exceção de Maine e Nebraska, que usam o método de um eleitor por distrito em combinação com dois eleitores para o vencedor em todo o estado. Os eleitores se reúnem e votam em dezembro e o presidente é empossado em janeiro.
A adequação do sistema de Colégio eleitoral é uma questão em debate contínuo. Os defensores argumentam que é um componente fundamental do federalismo americano. Eles mantêm o sistema eleito do vencedor do voto popular nacional em mais de 90% das eleições presidenciais; promove estabilidade política; preserva o papel constitucional dos estados nas eleições presidenciais; e promove um sistema de partidos políticos de base ampla, duradoura e geralmente moderada. Além disso, argumenta-se, que os candidatos devem apelar para um conjunto amplo e diversificado de estados, em vez de se concentrar apenas nas poucas cidades dos EUA com as maiores densidades populacionais.
Os críticos argumentam que: o Colégio Eleitoral é menos democrático do que um voto popular direto nacional e está sujeito a manipulação por causa de eleitores infiéis; que o sistema é a antítese de uma democracia que luta por um padrão de "uma pessoa, um voto"; e que há eleições em que um candidato ganha o voto popular nacional, mas o outro ganha o voto eleitoral e, portanto, a presidência, como em 2000 e 2016. Cidadãos individuais em estados menos populosos têm proporcionalmente mais poder de voto do que aqueles em estados mais populosos. Além disso, os candidatos podem vencer concentrando seus recursos em apenas alguns estados decisivos.
Os "grandes eleitores" são também chamados de colegiados ou delegados. 

## História
O colégio eleitoral americano foi estabelecido pelo Artigo 2, Seção 1 da Constituição dos Estados Unidos.

## A escolha dos colegiados nos estados
Em cada estado, cada partido político elabora uma lista de potenciais delegados, que depois são escolhidos pela população através de votação. O número de delegados por estado depende do tamanho da população e do número de parlamentares do estado na Câmara dos Representantes e no Senado. Califórnia, o estado mais populoso do país,  por exemplo, tem 55 delegados, enquanto, Washington, DC e outros estados pequenos como Wyoming têm apenas três (03) delegados.
Há no total 538 votos no colégio eleitoral e um candidato vence a eleição presidencial se tiver pelo menos 270 votos colegiados.
Nota: os residentes de territórios dos EUA como Porto Rico e Guam não votam nas eleições presidenciais e, portanto, não possuem representação no Colégio Eleitoral.

## A escolha do presidente pela população
Durante semanas, a população de cada estado pode votar no presidente e seu vice, tanto em urnas locais, como por correspondência. Os métodos de votação são determinados pelos estados, portanto os procedimentos variam de um para outro. Há precedentes para o apontamento de eleitores que não estão comprometidos com nenhum candidato presidencial, os chamados eleitores descomprometidos, mas desde a formação do modelo atual do Colégio Eleitoral pela Décima Segunda Emenda à Constituição dos Estados Unidos estes eleitores apenas foram apontados uma única vez, em 1960, e desde então não houve qualquer campanha séria para a eleição dos mesmos.

## A escolha do presidente pelo colégio
Depois que os cidadãos votam em cada estado e os resultados são contabilizados, geralmente o colégio eleitoral daquele estado acompanha o voto dos cidadãos, embora em alguns estados haja a possibilidade de voto diverso válido, em hipóteses conhecidas como eleitores infiéis. Segundo a BBC em novembro de 2016, "em 48 estados e em Washington D.C., rege o sistema de 'o vencedor leva tudo' (...) ou seja, o candidato que obtiver a maioria dos votos populares fica com todos os delegados atribuídos a esse território. (...) Os delegados, "na prática - e por tradição - tendem a respeitar a decisão do povo e do seu partido" e "são obrigados a votar de acordo com a vontade dos cidadãos".
Há dois estados que são exceção à filosofia de "o vencedor leva tudo": o Maine e o Nebraska, estados que podem dividir os delegados por mais de um candidato.
Após a eleição popular, os colegiados se reúnem na capital do estado, entre meados de novembro e meados de dezembro, para anunciar sua escolha.
Em 32 dos 50 Estados, há leis prevendo punições para os delegados  que votarem de forma contrária ao resultado das urnas. Ainda que tenham havido alguns delegados infiéis ao longo da história, isso jamais alterou o resultado previsto na votação.

## Mudança dos delegados dos estados
Devido ao Censo dos Estados Unidos de 2020, com a mudança populacional de alguns estados, o número de delegados representantes desses estados também mudaram. Como exemplo, o Texas teve um aumento populacional, o que desencadeou um aumento de 2 delegados em relação ao colegiado anterior.
| Estado             | Colegiado anterior | Novo colegiado |
| ------------------ | ------------------ | -------------- |
| Califórnia         | 55                 | 54             |
| Illinois           | 20                 | 19             |
| Michigan           | 16                 | 15             |
| Ohio               | 18                 | 17             |
| Virgínia Ocidental | 5                  | 4              |
| Pensilvânia        | 20                 | 19             |
| Nova Iorque        | 29                 | 28             |
| Flórida            | 29                 | 30             |
| Colorado           | 9                  | 10             |
| Montana            | 3                  | 4              |
| Carolina do Norte  | 15                 | 16             |
| Óregon             | 7                  | 8              |
| Texas              | 38                 | 40             |

## Colégios mais importantes
Estados mais populosos têm mais colegiados, portanto, para os candidatos a presidente e vice é importante vencer na votação popular destes estados.
| Estado      | Votos colegiados |
| ----------- | ---------------- |
| Califórnia  | 54               |
| Texas       | 40               |
| Flórida     | 30               |
| Nova Iorque | 28               |
| Illinois    | 19               |
| Pensilvânia | 19               |